# Jorge Lepra
Jorge Alberto Lepra Loiodice (Montevidéu, 4 de setembro de 1942 - Montevidéu, 5 de janeiro de 2016) foi Ministério da Indústria, Energia e Mineração de 2005 a 2008 e embaixador do Uruguai na França de 2008 a 2010.